# 낙원상가

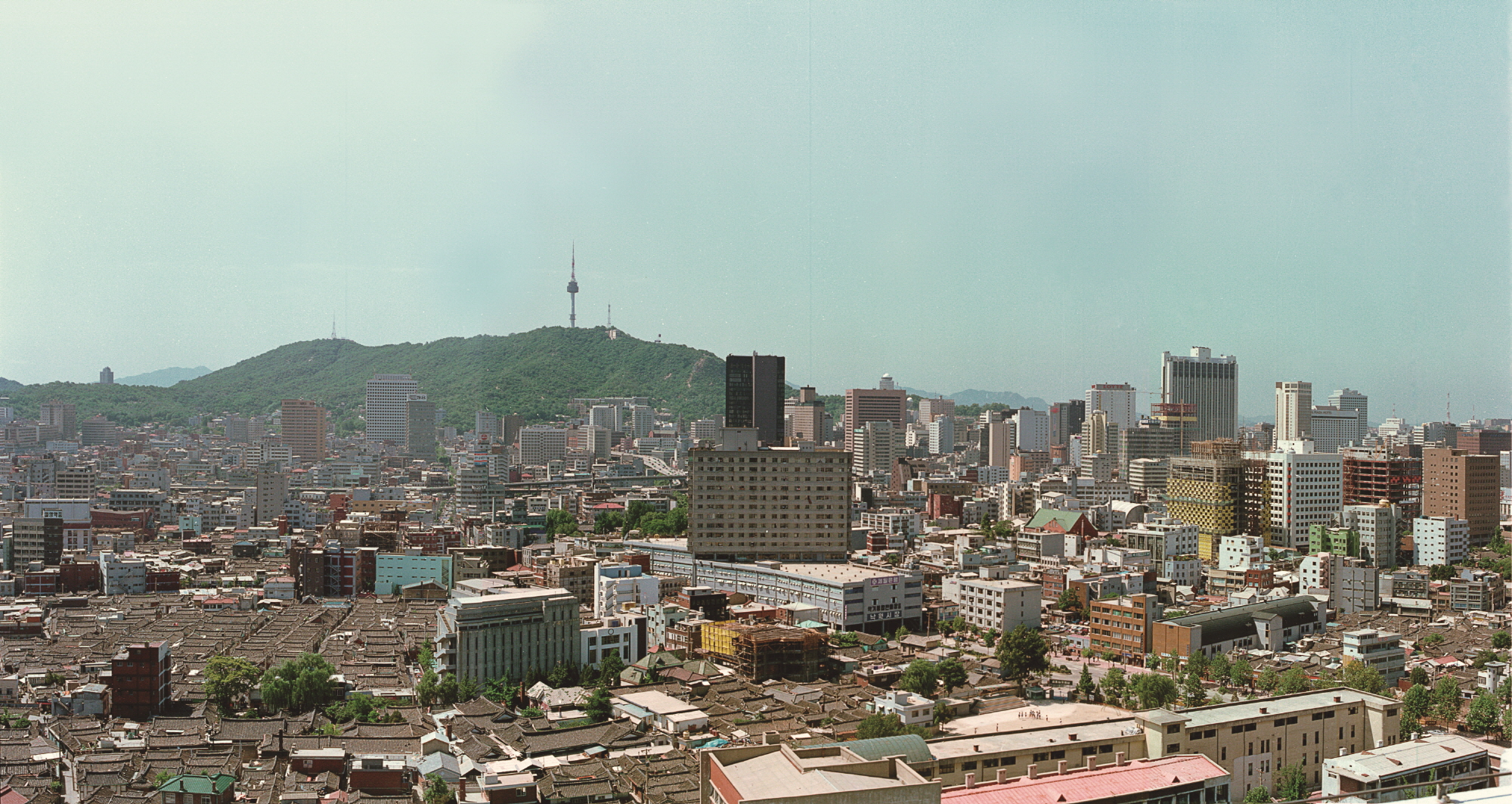
사진 중앙에 보이는 가로로 긴 건물이 낙원상가이고, 그 위로 지어진 10~11층의 건물이 낙원상가에 부속된 낙원아파트이다. 1982년 촬영.

낙원상가(樂園商街)는 서울특별시 종로구 삼일대로, 낙원동 일대에 있는 상가 건물이다. 악기 전문 상가로 알려져 있다. 지상 1층에는 도로가 지나고, 그 위아래로 건물이 지어진 형태이다.
낙원악기상가는 1965년부터 낙원동 시장을 재개발하여 세운 초창기 주상복합건물로서, 격동의 현대사와 호흡한 서울시내 중심의 건물로 그 보존 가치를 인정받아 2013년 서울미래유산으로 등재되었다.

## 역사
일제 강점기 말기, 서울 시내 안에서 7개 구역이 공습으로 인한 화재를 방지하고자 소개(疏開)되었는데, 경운동에서 청계천까지를 잇는 길이 600 m 폭 50 m의 구역도 그 중 하나였다. 해방 이후 이 소개지(疏開地)에는 무허가 판잣집이 난립하였다. 1967년, 낙원동 일대에 들어선 무허가 주택과 낙원시장을 정리하고 현대식 상가 건물을 짓는 계획이 발표되었다. 이에 따라 낙원상가는 1967년 10월 26일 착공되어 1968년 9월 15일 사용승인을 받고 1970년 12월 12일 완공되었다. 지하 1층에는 약 3,306m2의 면적에 종래의 재래시장이 들어섰고, 지상 2층부터 5층까지는 약 29,752m2의 면적에 다양한 상가가 입주하였으며, 6층부터 15층까지는 당시로서는 최고급의 아파트로 설계되어 약 15,868m2의 면적을 149세대가 분양받았다.
비슷한 시기에 파고다공원을 현대식으로 단장하고, 담장을 허문 자리에 ‘파고다 아케이드’를 건설하는 계획이 수립되었다. 이에 따라 파고다 아케이드는 1967년 4월 4일 착공되어, 같은 해 12월 12일 공원과 함께 준공되었으며, 같은 달 20일 개관되었다. 그러나 아케이드는 서울특별시가 제기한 소송 끝에 1983년 7월 철거되었다. 아케이드에 있던 음악 상점들이 낙원상가로 대거 이주하면서, 1980년대의 낙원상가는 음악 전문 상가로 거듭났다. 충무로에 있던 악사 인력 시장도 이곳으로 옮겨왔다. 낙원상가는 ‘음악인의 성지’와도 같은 곳이 되었다.
그러나 1990년대 이후 반주장치가 대중화함에 따라 악사와 밴드를 찾는 수요가 줄어들면서 낙원상가는 점점 쇠퇴하였다. 심지어 2007년 서울특별시에서는 낙원상가의 철거 및 재개발 계획을 밝히기도 하였다. 그렇지만 낙원상가는 악기 전문 상가로서의 가치를 인정받아, 2013년에는 서울특별시 미래유산으로 등재되었으며, 2015년 초에는 도시재생 선도지역으로 지정되었다. 2010년대 중반에 들어서는 다양한 세대가 어울리는 공간으로 탈바꿈하였다.
한편 청계천2가와 퇴계로2가를 잇는 폭 40 m의 도로가 1967년 3월 8일 착공하여, 같은 해 4월 17일 개통하였다. 계동 입구~종로2가 간의 도로는 1976년 이후에 폭 40 m로 확장되었다. 이들 도로는 1966년에 삼일로로 명명되었다가 후에 삼일대로로 바뀌었으며, 낙원상가는 삼일대로 위에 있다.

## 같이 보기
- 실버영화관: 낙원상가 4층에 들어선 극장.
- 세운상가: 비슷한 시기에 세워진 주상복합 건물.